# 宁远州 (清朝)
宁远州，中国清朝时设置的州。
汉朝属徒河县地。隋朝属柳城县。唐朝属营州、瑞州。辽朝属严州兴城县、锦州，并于南境置来州。金朝废严州，以兴城属兴中府，改来州为瑞州。元朝为锦州、瑞州之地，明朝宁远卫。
清圣祖康熙二年（1663年），割塔山所地入锦县，并广宁西屯卫地，改宁远卫置宁远州。治所在今辽宁省兴城市。属广宁府，同年十二月改属锦州府。辖域东西215里，南北45里。东与北接锦县，西邻山海关，南至海。在锦州府西南一百十里，东南至钓鱼台十五里。康熙十四年（1675年），在宁远设置佐领，隶属于锦州副都统。1913年改为宁远县，1914年又改名兴城县。